# Scarabatermes amazonensis
Scarabatermes amazonensis (лат.) — вид жуков-гибосорид, единственный в составе рода Scarabatermes из трибы Scarabatermitini (Ceratocanthinae, Hybosoridae). Колумбия, Южная Америка. Термитофилы.

## Описание
Мелкие жуки-гибосориды (4—5 мм). Основная окраска красновато-коричневая. У самки физиогастрически увеличенное брюшко. Внешне Scarabatermes напоминает Scarabaeinus termitophilus, особенно по форме надкрылий и брюшка. Однако у Scarabatermes отсутствуют странные боковые брюшные железы Scarabaeinus, но, напротив, есть открытый лабрум, мандибулы, выходящие за пределы лабрума, а также признаки переднеспинки и ног, которые отсутствуют у Scarabaeinus. Сходство, по-видимому, является результатом конвергентной эволюции, а не какого-либо близкого филогенетического родства.

## Биология
Термитофилы. Жуки рода Scarabatermes обнаружены в ассоциации с термитами Neocapritermes braziliensis (Snyder).

## Систематика
Вид был впервые описан в 1973 году. Первоначально систематическое положение Scarabatermes было дискуссионно. Общая форма, характер усиков, форма мезо- и метастерн и генитальные признаки, по мнению первого автора, позволяли отнести род к Aphodiinae (или Aphodiidae), но странное строение передних лапок, уплощенные средние и задние голени и вогнутые боковые края переднеспинки не отличаются от некоторых Ceratocanthinae (= Acanthocerinae). Однако позднее все сомнения были развеяны и род включён в трибу Scarabatermitini (Ceratocanthinae, Hybosoridae)